# William Merriam Burton
William Merriam Burton (Cleveland, 17 novembre 1865 – Miami, 29 dicembre 1954) è stato un chimico statunitense.

## Biografia
Ha ottenuto il Bachelor of Science nel 1886 presso l'università Western Reserve di Cleveland ed il dottorato presso l'Università Johns Hopkins nel 1889.
Inizialmente aveva lavorato per la raffineria della Standard Oil di Whiting nello stato americano dell'Indiana, diventando poi presidente della Standard Oil dal 1918 fino al suo pensionamento avvenuto nel 1927. Ha vinto la Medaglia Perkin nel 1922
Inoltre è stato inventore, e i suoi numerosi brevetti in particolare riguardarono il primo processo di cracking termico.